# Registaniella hapaxlegomena
Registaniella hapaxlegomena är en flockblommig växtart som beskrevs av Karl Heinz Rechinger. Registaniella hapaxlegomena ingår i släktet Registaniella och familjen flockblommiga växter. Inga underarter finns listade i Catalogue of Life.